# Economía de la Polinesia Francesa
La economía de la Polinesia Francesa es la de un país desarrollado con un sector de servicios que representa el 75%. El PIB per cápita de la Polinesia Francesa es de alrededor de $ 22,000, uno de los más altos de la región del Pacífico.

## Historia

### Economía pasada
Antes de la colonización francesa, las islas polinesias que constituyen hoy la Polinesia francesa, contaban con una economía de subsistencia. El trabajo fue fuertemente organizado y realizado por la comunidad en su conjunto bajo la dirección de la clase dominante Arii y los sacerdotes. Las montañas se colocaron en terrazas para la producción agrícola, las orillas de los ríos estaban contenidas por muros de piedra, se creó suelo artificial en los atolones en grandes trincheras y grandes sistemas hechos de muros de piedra de coral atraparon y almacenaron peces vivos. La producción se dividió por la clase dominante entre la población.
Después de que se estableció el contacto con los barcos europeos, las enfermedades extranjeras mataron a gran parte de la población, y las creencias cristianas y el clero produjeron un gran cambio en la cultura de esas islas. Con menos población para alimentar, más tierra per cápita estaba disponible, y el uso de la tierra cambió hacia la producción limitada requerida por una familia para vivir. Las viviendas se trasladaron hacia las costas a medida que la población dependía más de la laguna y el comercio marítimo. Los barcos europeos se detuvieron en esas islas para comprar agua, carne de cerdo salada, pescado seco y frutas frescas.
A medida que los franceses, ingleses y estadounidenses se asentaron, parte de la agricultura se dirigió a la exportación de naranjas, coprah, café, algodón y vainilla. También exportaron perlas negras de Tahití y sándalo. La madera de santal casi desapareció, la producción de algodón duró poco cuando el sur de EE. UU. Se recuperó de la guerra civil estadounidense, y el café y los naranjos sufrieron enfermedades importadas que detuvieron esas exportaciones. Los precios de la coprah y la vainilla y la competencia en todo el mundo impactaron fuertemente esas producciones en la segunda mitad del siglo XX, aunque todavía existen. La extracción de guano en Makatea comenzó en 1917 y se detuvo en 1966 cuando se agotaron las existencias.
En 1962, Francia colocó personal militar en la región e inició experimentos nucleares en Moruroa. La economía de la Polinesia Francesa cambió a servicios para apoyar al ejército y la creciente industria turística.

### sigloXXI
El turismo representa hoy en día alrededor del 13% del PIB y es una fuente principal de ingresos en divisas. La industria turística se vio fuertemente afectada después de los ataques terroristas del 11 de septiembre y las crisis económicas de 2008, y nunca se recuperó realmente desde entonces. Hay alrededor de 160.000 turistas al año. El gobierno local enfoca principalmente su acción en desarrollar un mercado de alto nivel con hoteles de lujo construidos con inversión extranjera e incentivos de reducción de impuestos franceses, pero muchas de estas inversiones cierran después de unos años. La compañía aérea subvencionada Air Tahiti Nui trae turistas de Francia, Los Ángeles, Japón y China. También operan otras empresas, como Air France y Air New Zealand.
El pequeño sector manufacturero procesa principalmente productos agrícolas. La vainilla y las perlas son sus principales exportaciones.
La administración pública es una parte importante del PIB y un proveedor de empleo estable. La república francesa financia a los funcionarios que trabajan en educación, justicia, hospitales, gendarmería (policía militar) y militares. El gobierno local controla su propia administración, como el ministerio de agricultura, y supervisa la administración y los edificios de algunos sectores como las escuelas. El gobierno local también influye en gran parte de la economía a través de subsidios y programas de desarrollo.
Algunas partes de la economía involucran grupos cuasi-monopolistas debido al pequeño tamaño de la economía, los desafíos de un país de islas pequeñas esparcidas en un enorme espacio oceánico, y la acción del gobierno a través de subsidios y empresas públicas. Algunos sectores muestran una importante tendencia de integración horizontal y vertical. Recientemente, el gobierno local intenta mantener una competencia saludable y regular el crecimiento de los grupos más grandes, pero enfrenta muchos desafíos. Por ejemplo, no pudo evitar que un grupo importante de supermercados desarrollara su propia producción de verduras, poniendo fin a sus contratos de suministro con los agricultores locales. Pero bloqueó la fusión de dos compañías navieras locales para evitar un monopolio en algunas rutas comerciales. El gobierno fija el precio del envío de bienes entre islas y se otorgan subsidios para el transporte de algunos artículos, como productos agrícolas o materiales de construcción.
Los márgenes de precios de algunos productos son controlados por el gobierno local para reducir la disparidad de precios entre los diferentes archipiélagos. Los impuestos de importación y el IVA son fijados y recaudados por el gobierno local que también controla qué importaciones están permitidas para proteger su agricultura y la naturaleza de enfermedades y especies invasoras.
La mayoría de la población es de origen mixto polinesio y europeo. Alrededor del 5% de la población es de origen asiático, descendiente de trabajadores agrícolas importados en el siglo XIX para trabajar en los campos de algodón. Están presentes en el sector administrativo y comercial de la economía. La población metropolitana reciente está mayoritariamente involucrada en la administración estatal y en las pequeñas y medianas empresas.

## Agricultura
La mayoría de los polinesios en la agricultura cultivan productos tradicionales como taro, ufi, casava y batata para alimentarse y los pequeños excedentes se venden para obtener ingresos monetarios junto con una pequeña actividad pesquera. Los agricultores de origen asiático tienden a producir hortalizas europeas y asiáticas para el mercado local.
La isla de Moorea desarrolló la producción de piña para el mercado local y abasteció a la fábrica de jugos. Maupiti y Huahine producen sandías. Tahití y Tahaa tienen una pequeña producción de caña de azúcar para destilería de ron.
Tahití produce una pequeña cantidad de leche fresca, principalmente para la fábrica de yogur local, ya que la mayoría de la población está acostumbrada a beber leche en polvo y UHT de Francia y Nueva Zelanda. La Polinesia Francesa tiene un solo matadero que trata carne de res, cerdo y pollos. La producción local de carne de vacuno es muy limitada y se utiliza principalmente para abastecer a la fábrica local de carne en conserva. La mayor parte de la carne proviene de Nueva Zelanda, lo que representa alrededor del 10% de las exportaciones de carne fresca de este país. Dos embutidos producen jamón, embutidos y patés de carne de cerdo local e importada.
La producción de copra está fuertemente subsidiada ya que el gobierno local la trata como una forma de apoyo social para las islas remotas con una gama limitada de posibilidades de actividades económicas como los atolones de Tuamotu. La copra se muele en Huilerie de Tahití para producir aceite de coco que se utiliza principalmente para el monoi. El residuo de la torta de coco se utiliza como alimento para ganado y cerdo, y el excedente solía exportarse a Nueva Zelanda.
La producción de vainilla depende en gran medida de la situación en Madagascar. Cuando un tifón azotó a este principal proveedor de vainilla, el precio del mercado aumentó en todo el mundo y el gobierno local de la Polinesia inició un intenso programa de subsidios y préstamos para desarrollar granjas de vainilla. A medida que la producción polinesia aumentó y Madagascar se recuperó, los precios bajaron y muchos agricultores polinesios dejaron de cuidar sus plantas de vainilla. Las plantas son frágiles y requieren el cuidado regular de agricultores experimentados. Las enfermedades y los insectos pueden reducir considerablemente la producción, y el costo de los productos químicos utilizados impacta más al agricultor cuando los precios de la vainilla son bajos. A medida que cae la producción de vainilla, el precio sube y el gobierno inicia un nuevo programa de desarrollo, iniciando un nuevo ciclo. A pesar del alto precio de la vainilla seca de Tahití en el mercado internacional, por lo general todavía encuentra compradores en el mercado de alta gama debido a las especificidades de su variedad y calidad.
En la década de 1990 se inició la producción comercial de Noni por los supuestos beneficios del jugo de esta fruta. Las exportaciones se dirigieron principalmente al mercado norteamericano. Pero esta producción duró poco, cayendo rápidamente de 7000 toneladas en 2005 a 2000 toneladas en 2008, ya que la planta se puede cultivar fácilmente en cualquier clima tropical, especialmente en países con menores costos laborales y más tierra.
Existe una pequeña producción de viñedo en el atolón de Rangiroa y está dirigida al mercado de alta gama, capitalizando su rareza y especificidad de una vid cultivada en suelo de coral en una isla tropical.

## Electricidad
La producción de electricidad de la Polinesia Francesa en 2004 fue de 477 GWh. En 1998, el 59,72% de la electricidad de la Polinesia Francesa procedía de combustibles fósiles y el resto de la energía hidroeléctrica.

## Moneda
La Polinesia Francesa utiliza el franco CFP, con 1 franco CFP subdividido en 100 céntimos. El franco CFP estaba vinculado anteriormente al tipo oficial exacto de 0,055 francos franceses por un franco del Pacífico. Cuando Francia cambió su moneda al euro en 1999, este vínculo estático seguía siendo válido, por lo que el tipo de cambio es ahora de 119,26 francos pacíficos por euro (1 euro equivale exactamente a 6,55957 francos franceses). En 2016, el tipo de cambio fue de 110,2 francos CFP por dólar estadounidense.